# Schindergraben (Baruther Buschgraben)
Der Schindergraben ist ein Meliorationsgraben und rechter Zufluss des Baruther Buschgrabens im Landkreis Teltow-Fläming in Brandenburg.

## Verlauf
Der Graben beginnt südöstlich von Klein Ziescht, einem Ortsteil der Stadt Baruth/Mark und verläuft fortan auf einer Länge von rund 1,3 km in südwestlicher Richtung parallel zum nördlich gelegenen Naturschutzgebiet Glashütte nach Klasdorf, einem weiteren Ortsteil der Stadt. Dort fließt ein weiterer Zweig von Süden kommend zu. Der Graben behält auf weiteren rund 1,6 km seine Richtung und gelangt dabei im Baruther Ortsteil Glashütte in das genannte Naturschutzgebiet. Im Waldgebiet führt von Süden kommend ein weiterer Zweig zu. Der Graben umfließt den Ortsteil zunächst in östlicher, später in nordöstlicher Richtung und entwässert schließlich südlich des Baruther Ortsteils Dornswalde in einem Waldgebiet in den Baruther Buschgraben.